# Mathilde (Artois)
Mathilde, auch Mahaut genannt (* 1268; † 27. November 1329 in Paris) war Gräfin von Artois von 1302 bis 1329 sowie durch Heirat Pfalzgräfin von Burgund und Pair von Frankreich.

## Leben
Mathilde war die Tochter von Graf Robert II. († 1302) und Amicia von Courtenay († 1275). Sie wurde Nachfolgerin ihres Vaters unter Übergehung ihres Neffen Robert III., Sohn von Roberts II. Sohn Philipp († 1298), dem sie erfolgreich die Ehelichkeit absprach.
1285 mit Otto IV. Pfalzgraf von Burgund verheiratet, verwitwete sie im Jahr 1303 im Alter von 33 Jahren. Das Erbe Ottos, der den Wunden erlag, die er sich in der Schlacht von Courtrai in Flandern zugezogen hatte, fiel an ihren dreijährigen Sohn Robert.
Ihre beiden Töchter Johanna und Blanka verheiratete sie mit Philipp und Karl von Frankreich, den beiden Söhnen des Königs Philipp IV. von Frankreich. Blanka war 1314 direkt, Johanna als Mitwisserin in den Ehebruchskandal der Tour de Nesle verwickelt. Während Blanka, von ihrem Gemahl verstoßen, bis zu ihrer Scheidung in der Burg Château-Gaillard eingekerkert blieb und sich dann in das Kloster von Maubuisson zurückziehen durfte, gelang es Mathilde, die Freilassung ihrer älteren Tochter Johanna aus der Gefangenschaft in der Burg Dourdan zu erwirken. Sie kehrte an die Seite ihres Gemahls Philipp zurück, der ihr wohl nicht zuletzt verzieh, weil sie 1315 das Erbe ihres jung verstorbenen Bruders Robert antrat und er nicht auf die Freigrafschaft Burgund verzichten wollte.
Einen 1316 von ihrem Neffen Robert – der 1309 in einem ersten Prozess um sein Erbe unterlegen war – in der Grafschaft Artois organisierten Aufstand schlug Mathilde erfolgreich nieder. Im gleichen Jahr wurde sie nach dem Tod des fünf Tage alten Königs Johann I. von Frankreich († 19. November 1316) verdächtigt, den Säugling ermordet zu haben – zumal nun ihr Schwiegersohn als Philipp V. die Thronfolge antrat und ihre Tochter Johanna gemeinsam mit ihm in Reims gekrönt wurde.
Ab 1318 führte Robert von Artois vor dem cour des pairs genannten Gerichtshof der Pairs und dem König einen zweiten Prozess gegen Mathilde, um sein rechtmäßiges Erbe zurückzuerlangen, verlor diesen aber, nachdem sich herausgestellt hatte, dass das wichtigste der von ihm vorgelegten Dokumente eine Fälschung war. Die Fälscherin Jeanne de Divion wurde zum Tod auf dem Scheiterhaufen verurteilt und verbrannt und Robert von Artois nach der Beschlagnahmung seiner Besitztümer verbannt. Er fand Aufnahme in England.
Mathilde erlebte sowohl den Tod – ohne männliche Erben – Philipps V. († 1322) als auch jenen seines Bruders Karl IV. († 1328), mit dem die direkte Linie der Kapetinger ausstarb. Nun erhob, von Robert von Artois ermutigt und mit Unterstützung der Herzöge von Burgund, deren Schwester Isabella von Frankreich für ihren Sohn Eduard Anspruch auf den Thron Frankreichs, was Anlass zum Ausbruch des Hundertjährigen Krieges zwischen Frankreich und England gab.
Mathilde von Artois starb am 27. November 1329 in Paris im Alter von etwa 59 Jahren. Die Todesursache blieb ungeklärt. Die Vermutung, sie sei während eines Nachtmahls, das sie vier Tage zuvor im Kreise des Hofes in Poissy eingenommen hatte, vergiftet worden, konnte nicht belegt werden. Am 30. November wurde sie – wie ihr Vater – in der Abtei Maubuisson beigesetzt, während die Herzbestattung in Paris im Couvent des Cordeliers, dem Kloster der Minderen Brüder des heiligen Franziskus erfolgte. Es wurde dort im Grab ihres Sohnes beigesetzt. Von einer der nicht eindeutig identifizierten Grabfiguren aus dem ersten Drittel des 14. Jahrhunderts, die in der Grablege in der Saint-Denis verwahrt sind, wird angenommen, dass es sich um jene der Mathilde von Artois handelt.
Ihr autoritäres Verhalten machte Mathilde von Artois sehr unpopulär, was die ungewöhnlichen Anklagen, die gegen sie erhoben wurden, erklärt.

## Nachkommen
Mathilde und Otto IV. von Burgund hatten folgende Kinder:
- Johanna (* um 1291; † 1330), 1315 Gräfin von Burgund, ⚭ 1307 den künftigen König Philipp V. von Frankreich
- Blanka (* um 1295; † 1325/26), ⚭ 1308 den künftigen König Karl IV. von Frankreich, 1322 geschieden, Nonne in Maubuisson
- Robert (* 1300; † 1315), 1302 Graf von Burgund
- Jean, starb als Säugling